# Schweriner Sportclub (pallavolo femminile)
Lo Schweriner Sportclub è una società pallavolistica femminile tedesca, con sede a Schwerin: milita nel campionato di 1. Bundesliga.

## Storia
Lo Schweriner Sportclub viene fondato nel 1957 e dalla metà degli anni settanta diviene una delle squadre più quotate non solo a livello nazionale ma anche dell'intera Europa. È proprio in ambito europeo che arriva la prima vittoria, nella Coppa delle Coppe del 1975, seguita l'anno successivo dal primo campionato nazionale. La consacrazione definitiva arriva nel 1978 quando vince la Coppa dei Campioni, massimo torneo europeo; anche se questo sarà l'ultimo riconoscimento in ambito internazionale, durante gli anni ottanta si impone per ben 4 volte nella Coppa di Germania dell'Est e per cinque volte in campionato con una striscia di vittorie consecutive dal 1980 al 1984.
Con l'unione delle due Germanie e la creazione quindi di un unico campionato lo Schweriner impiegherà molto poco a riconfermarsi ad alti livelli e già nel 1995 conquista il primo titolo del nuovo torneo, mentre nel 2001 arriva la prima coppa di Germania: anche negli anni 2000 si conferma ai massimi livelli con vittorie in entrambe le competizioni.

## Rosa 2021-2022
| N° | Nome              | Ruolo | Data di nascita   | Nazionalità sportiva |
| -- | ----------------- | ----- | ----------------- | -------------------- |
| 2  | Femke Stoltenborg | P     | 30 luglio 1991    | Paesi Bassi          |
| 3  | Lindsey Ruddins   | S     | 5 novembre 1997   | Stati Uniti          |
| 4  | Anna Pogany       | L     | 21 luglio 1994    | Germania             |
| 5  | Leandra Negri     | C     | 1º settembre 2004 | Germania             |
| 6  | Patricia Nestler  | L     | 17 maggio 2001    | Germania             |
| 7  | Symone Speech     | C     | 29 maggio 1997    | Stati Uniti          |
| 8  | Lina Alsmeier     | S     | 29 giugno 2000    | Germania             |
| 11 | Annegret Hölzig   | S     | 29 maggio 1997    | Germania             |
| 12 | Frauke Neuhaus    | O     | 20 aprile 1993    | Germania             |
| 13 | Stephanie Samedy  | O     | 27 settembre 1998 | Stati Uniti          |
| 14 | Denise Imoudu     | P     | 14 dicembre 1995  | Germania             |
| 16 | Indy Baijens      | C     | 4 febbraio 2001   | Paesi Bassi          |
| 18 | Lea Ambrosius     | C     | 22 maggio 2000    | Germania             |

## Palmarès
- Campionato tedesco: 12

1994-95, 1997-98, 1999-00, 2000-01, 2001-02, 2005-06, 2008-09, 2010-11, 2011-12, 2012-13,
2016-17, 2017-18
- Campionato tedesco dell'Est: 7

1975-76, 1976-77, 1979-80, 1980-81, 1981-82, 1982-83, 1983-84
- Coppa di Germania: 8

2000-01, 2005-06, 2006-07, 2011-12, 2012-13, 2018-19, 2020-21, 2022-23
- Coppa di Germania dell'Est: 4

1980-81, 1981-82, 1987-88, 1989-90
- Supercoppa tedesca: 4

2017, 2018, 2019, 2020
- Coppa dei Campioni: 1

1977-78
- Coppa delle Coppe: 1

1974-75